# Guardo
Guardo es un municipio y localidad española de la provincia de Palencia, en la comunidad autónoma de Castilla y León. Situado al noroeste de la provincia de Palencia, cuenta con una población de 5548 habitantes (INE 2024).

## Geografía
El municipio de Guardo, también comprende las siguientes núcleos urbanos.
- Muñeca
- Intorcisa
- San Pedro de Cansoles

Está a una distancia de 91 km de Palencia, la capital provincial. A 145 kilómetros de Valladolid y a 85 kilómetros de León capital. Pertenece al partido judicial de Cervera de Pisuerga del que dista 32 kilómetros. Se encuentra también a 137 km de Burgos.
- Es la capital comarcal del Alto Carrión.

El término municipal de Guardo se sitúa en el extremo oeste de la provincia de Palencia, lindante con la de León; siendo una zona intermedia entre dos espacios naturales muy contrapuestos como son las estribaciones meridionales de la cordillera Cantábrica y el norte de la meseta castellano - leonesa al sur, lo que hace que cuente con un medio físico muy atractivo y rico por su variedad.
La altitud del municipio oscila entre los 1800 metros que tienen las zonas más altas situadas en la Peña y los 1100 metros de los relieves más bajos que aparecen en las proximidades del valle del río Carrión.
El curso fluvial más importante que pasa por el municipio es el río Carrión, antiguo Nubis para los romanos, perteneciente a la cuenca del Duero vertiendo al río Pisuerga cerca de Dueñas (Palencia) casi en el límite de la provincia de Valladolid, para unirse posteriormente el Pisuerga al Duero.
Guardo es a su vez paso del Camino Olvidado a Santiago, ruta jacobea milenaria que utilizaban los primeros peregrinos en su peregrinación a Compostela.

Escudo oficial del municipio de Guardo

### Clima
De acuerdo a los datos de la tabla a continuación y a los criterios de la clasificación climática de Köppen modificada el clima de Guardo es mediterráneo fresco de tipo Csb, cerca del límite con un clima oceánico Cfb.
| Parámetros climáticos promedio de Guardo en el periodo 1962-2019 | Parámetros climáticos promedio de Guardo en el periodo 1962-2019 | Parámetros climáticos promedio de Guardo en el periodo 1962-2019 | Parámetros climáticos promedio de Guardo en el periodo 1962-2019 | Parámetros climáticos promedio de Guardo en el periodo 1962-2019 | Parámetros climáticos promedio de Guardo en el periodo 1962-2019 | Parámetros climáticos promedio de Guardo en el periodo 1962-2019 | Parámetros climáticos promedio de Guardo en el periodo 1962-2019 | Parámetros climáticos promedio de Guardo en el periodo 1962-2019 | Parámetros climáticos promedio de Guardo en el periodo 1962-2019 | Parámetros climáticos promedio de Guardo en el periodo 1962-2019 | Parámetros climáticos promedio de Guardo en el periodo 1962-2019 | Parámetros climáticos promedio de Guardo en el periodo 1962-2019 | Parámetros climáticos promedio de Guardo en el periodo 1962-2019 |
| Mes | Ene.                                                             | Feb.                                                             | Mar.                                                             | Abr.                                                             | May.                                                             | Jun.                                                             | Jul.                                                             | Ago.                                                             | Sep.                                                             | Oct.                                                             | Nov.                                                             | Dic.                                                             | Anual                                                            |
| --- | ---------------------------------------------------------------- | ---------------------------------------------------------------- | ---------------------------------------------------------------- | ---------------------------------------------------------------- | ---------------------------------------------------------------- | ---------------------------------------------------------------- | ---------------------------------------------------------------- | ---------------------------------------------------------------- | ---------------------------------------------------------------- | ---------------------------------------------------------------- | ---------------------------------------------------------------- | ---------------------------------------------------------------- | ---------------------------------------------------------------- |
| Temp. máx. media (°C) | 7                                                                | 9                                                                | 14                                                               | 17                                                               | 22                                                               | 27                                                               | 30                                                               | 30                                                               | 26                                                               | 19                                                               | 14                                                               | 8                                                                | 18.6                                                             |
| Temp. media (°C) | 1.5                                                              | 4                                                                | 7                                                                | 12.5                                                             | 15.5                                                             | 20.5                                                             | 24                                                               | 23.5                                                             | 18                                                               | 13.5                                                             | 7..5                                                             | 2.5                                                              | 9.5                                                              |
| Temp. mín. media (°C) | -2                                                               | 0                                                                | 4                                                                | 6                                                                | 12                                                               | 12                                                               | 14                                                               | 14                                                               | 12                                                               | 8                                                                | 2                                                                | -2                                                               | 6.7                                                              |
| Precipitación total (mm) | 88                                                               | 88                                                               | 51                                                               | 79                                                               | 87                                                               | 35                                                               | 9                                                                | 5                                                                | 25                                                               | 74                                                               | 94                                                               | 51                                                               | 686                                                              |
| Días de lluvias (≥ 1 mm) | 14                                                               | 12                                                               | 10                                                               | 16                                                               | 9                                                                | 8                                                                | 4                                                                | 3                                                                | 6                                                                | 12                                                               | 15                                                               | 7                                                                | 116                                                              |
| Días de nevadas (≥ 1 mm) | 7                                                                | 8                                                                | 6                                                                | 3                                                                | 1                                                                | 0                                                                | 0                                                                | 0                                                                | 0                                                                | 0                                                                | 2                                                                | 3                                                                | 30                                                               |
| Fuente: Ministerio de Agricultura, Alimentación y Medio Ambiente. Datos de precipitación para el periodo 1961-2003 y de temperatura para el periodo 1971-1992 en Guardo. |                                                                  |                                                                  |                                                                  |                                                                  |                                                                  |                                                                  |                                                                  |                                                                  |                                                                  |                                                                  |                                                                  |                                                                  |                                                                  |

### Árboles singulares

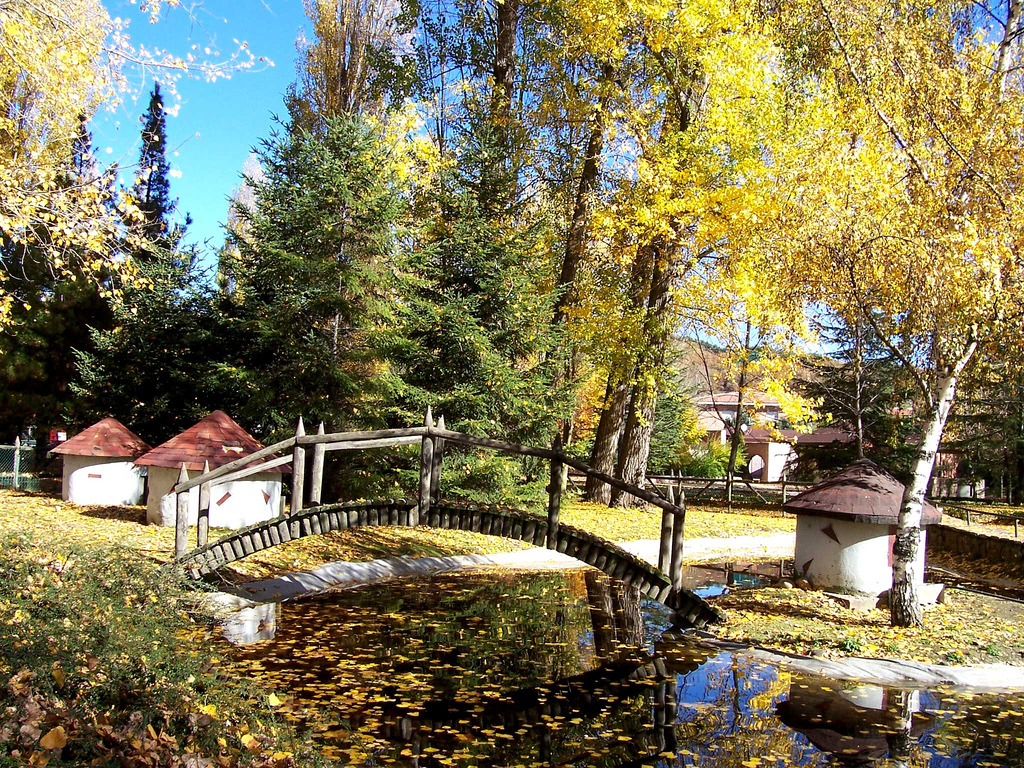
Parque de Fuentes Carrionas, cerca del centro de la villa

Guardo cuenta con uno de los mejores bosques centenarios de roble de España y el Sur de Europa, en palabras de Félix Rodríguez de la Fuente. Este robledal centenario está en muy serio peligro por la explotación a cielo abierto del carbón, más conocido en la zona por "desmontes" y que una vez producido deja la tierra imposible para que el roble vuelva a enraizarse en el suelo, sin contar con el lentísimo crecimiento de esta especie arbórea. Por ello, de llevarse a cabo las proyecciones de cielos abiertos para la explotación del carbón por parte de la empresa UMINSA, desaparecería un importante ecosistema que da vida a especies animales en extinción como el urogallo o el oso pardo que en invierno visita estos parajes, o especies vegetales como el acebo junto con el propio roble.

## Historia

### Orígenes y Antiguo Régimen

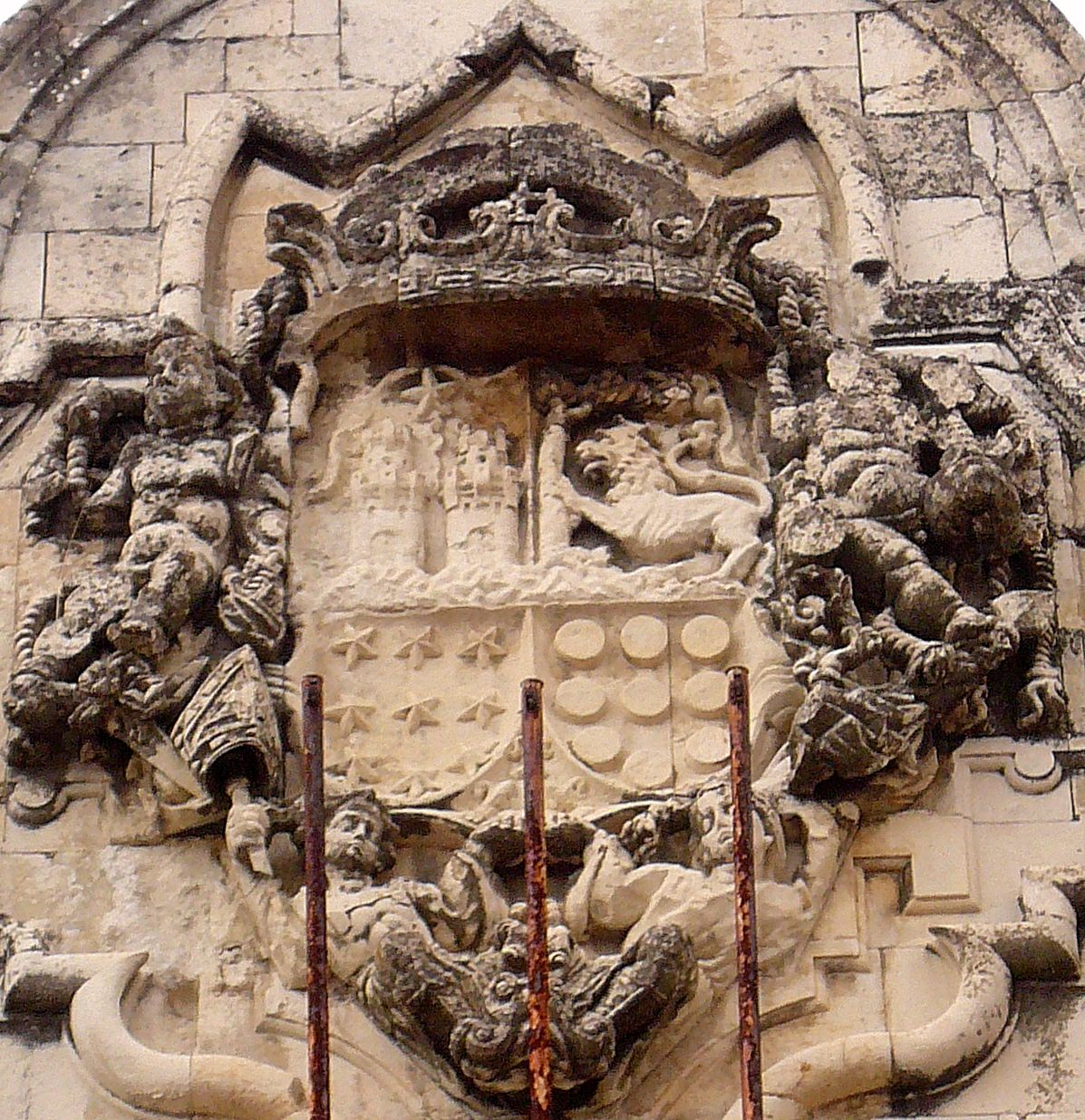
Escudo heráldico en La Casa Grande

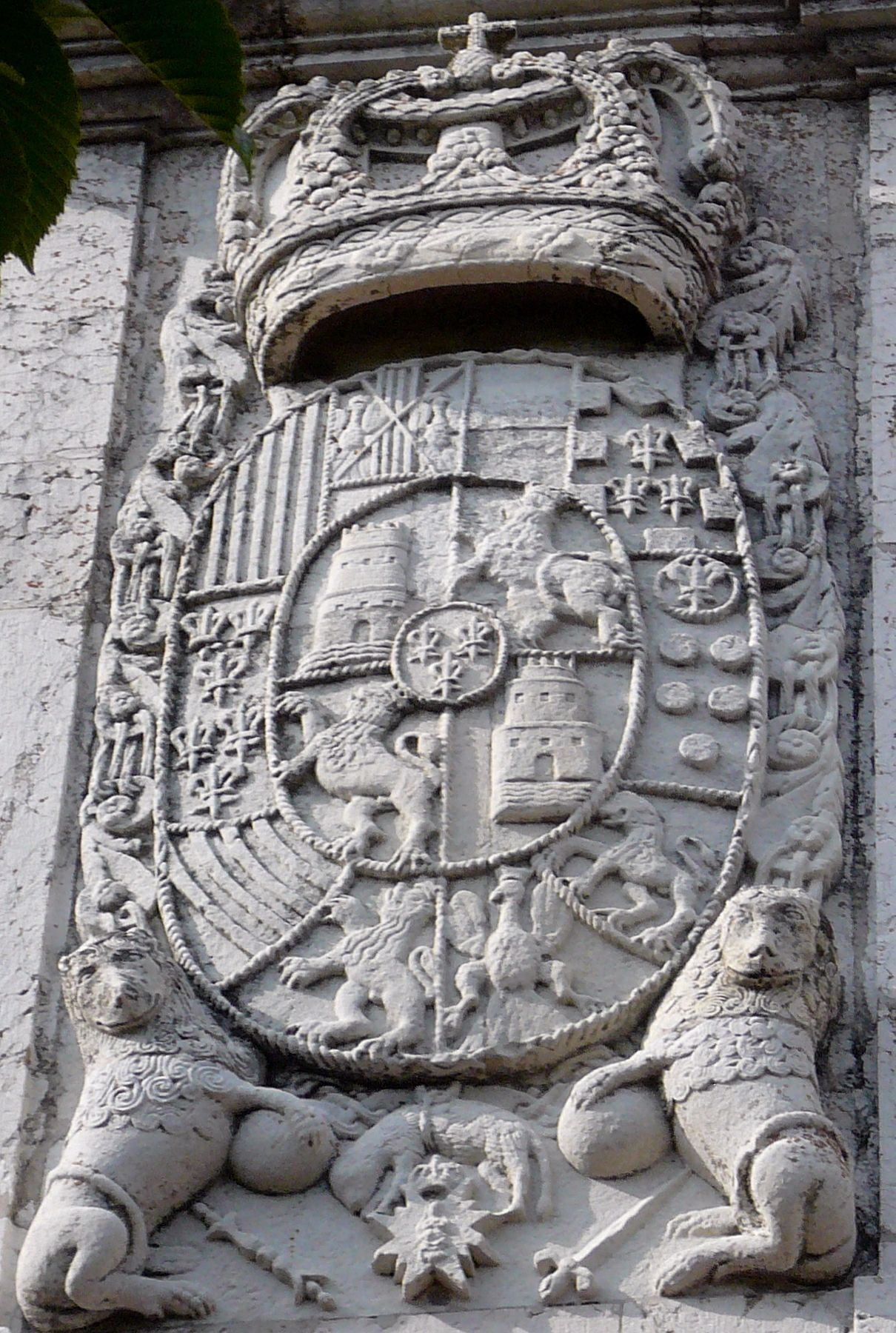
Escudo heráldico en el Palacio de los Cossío

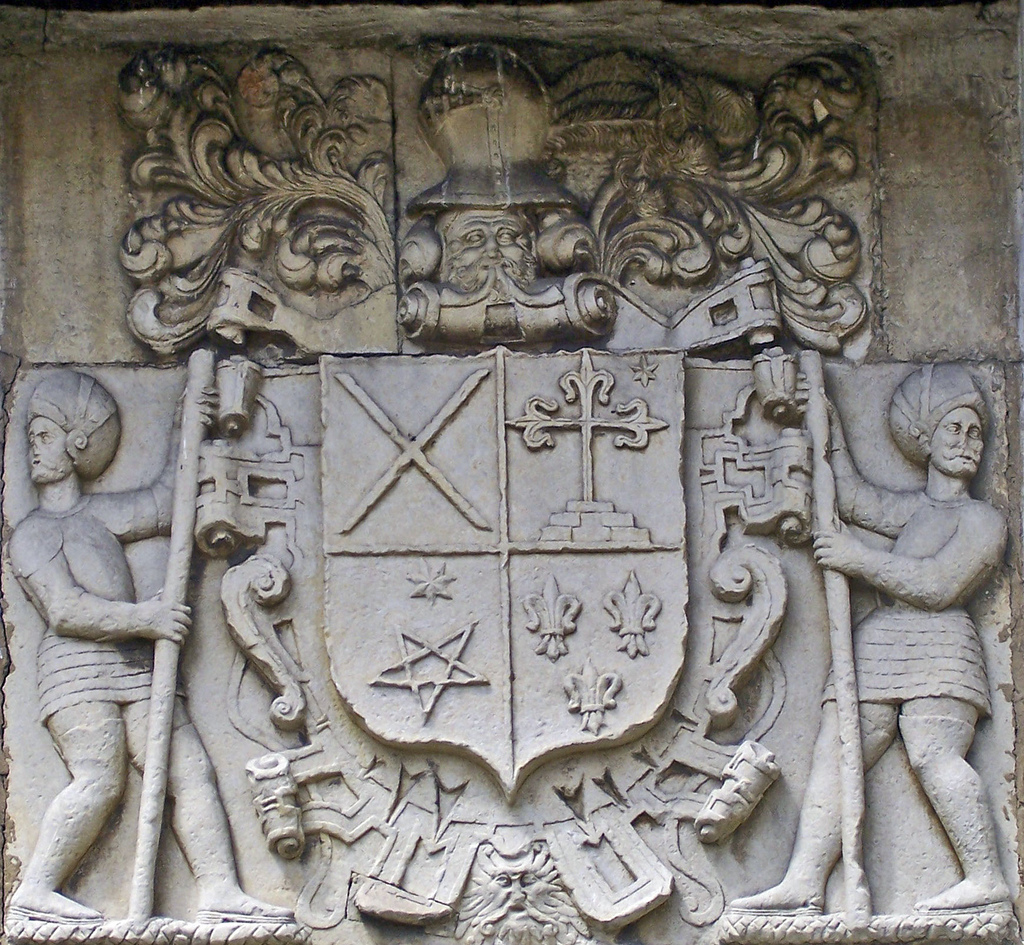
Escudo heráldico en la Plaza Barrio Barruelo

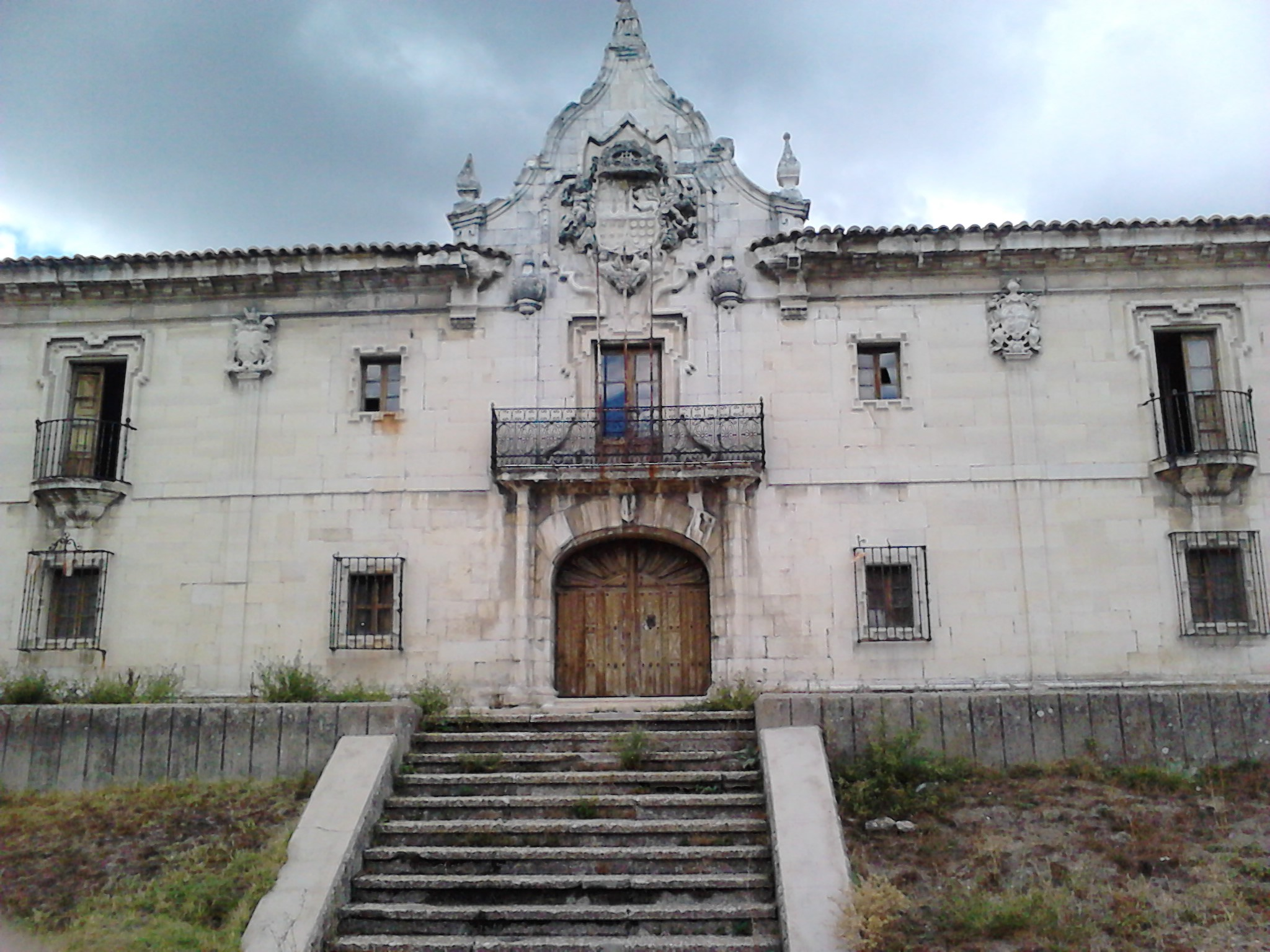
Palacio del arzobispo Bullón, o La Casa Grande

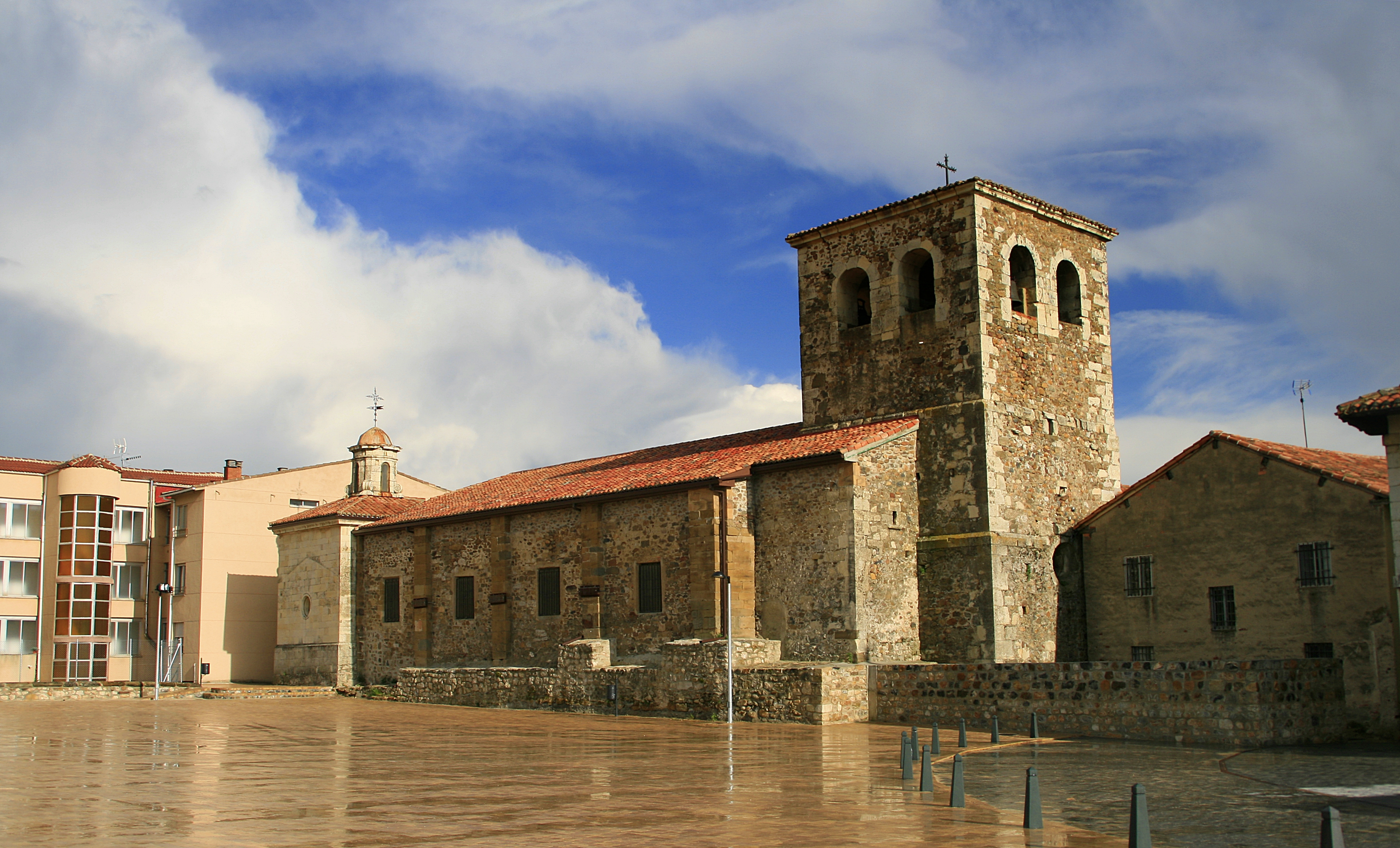
Iglesia de San Juan Bautista

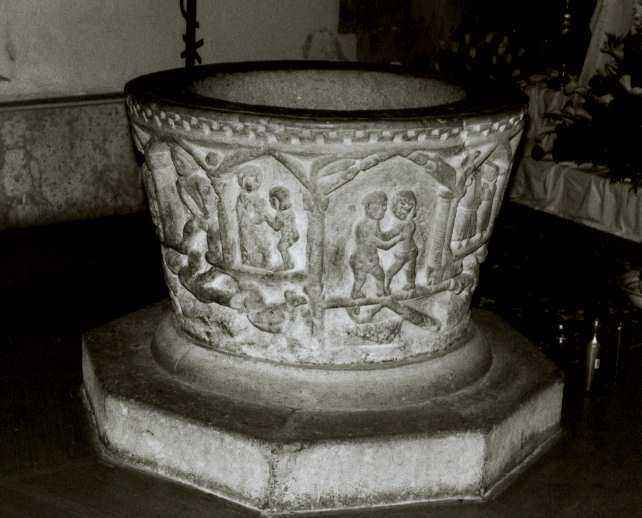
Pila bautismal prerrománica de la iglesia de San Juan Bautista

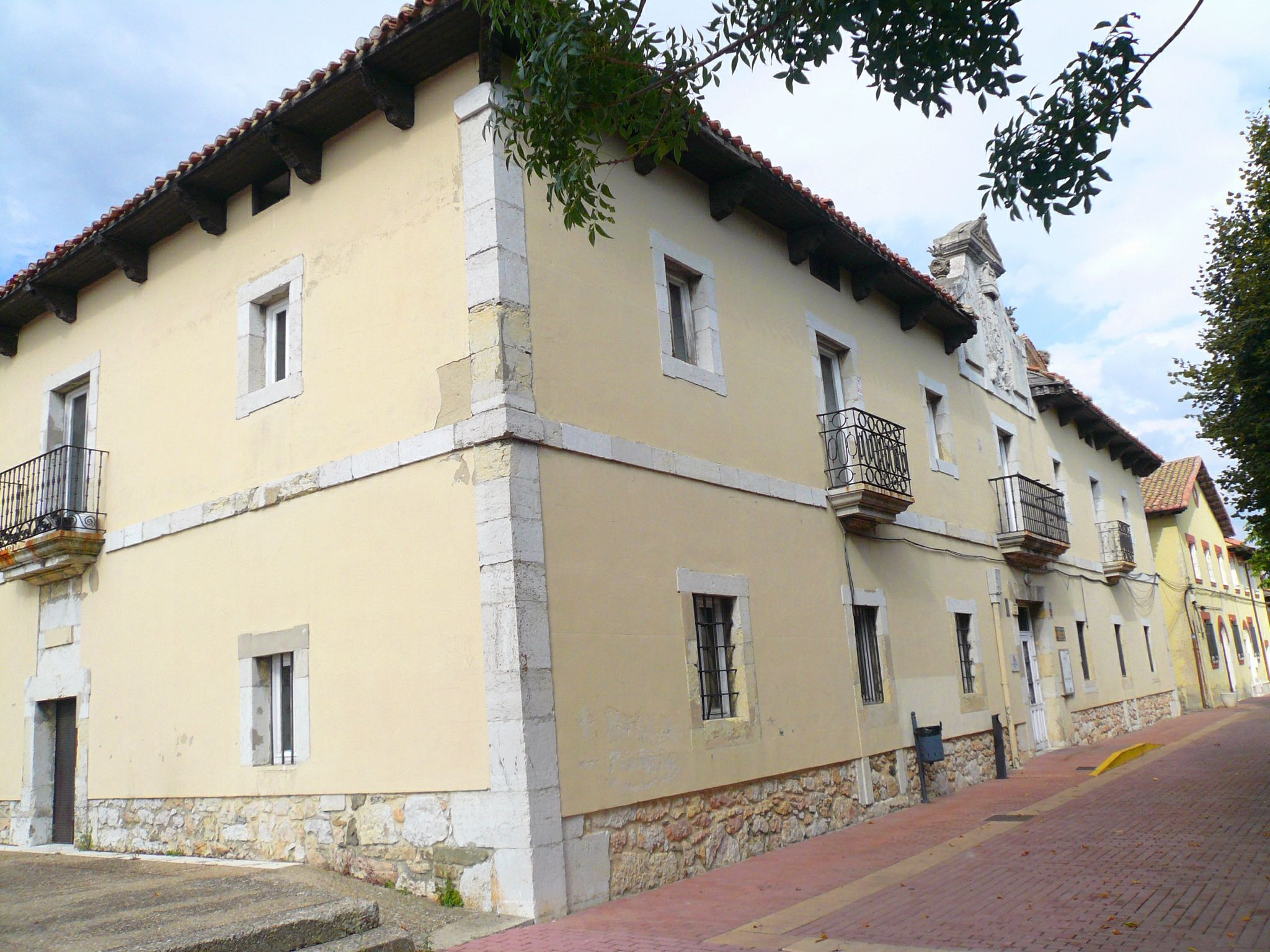
Palacio de los Cossío, antigua Casa de la Cultura

Hasta la Edad Media hay pocos datos históricos de Guardo, salvo los relacionados con su toponimia. La de uno de sus barrios, "Valdecastro", sugiere la existencia de algún castro de origen celta en la localidad, aunque no hay fuentes históricas que lo confirmen. Posteriormente, y debido a la situación estratégica del pueblo, sería zona de paso para la romanización. El propio topónimo de Guardo es bastante discutido: según Quirino Fernández puede venir del latín "Bucca ad ardum" o Boca de las Alturas, que se puede traducir por paso de difícil acceso, mientras que Julio Caro Baroja lo relaciona con la palabra celta "ward", Tierra de Tormentas. Ya en el siglo X, Guardo aparece mencionado por primera vez, con el nombre de "Buardo" o "Boardo", como aldea vinculada al Monasterio de San Román de Entrepeñas en un documento de cesión de propiedad.
Convertido en parte del señorío de los Condes de Saldaña, su castillo -situado en un estratégico otero en las orillas del río Carrión- sirvió para vigilar las posibles razzias musulmanas y controlar la frontera entre el Reino de León y el Condado de Castilla. En el siglo XIII, el Rey Alfonso VII ordenó «mantener el castillo de Guardo y las huestes que lo habitan siempre guarnecidas». La fortaleza dispuso de una torre para vigilar el paso, una ermita dedicada a Nuestra Señora del Castillo que estuvo en pie hasta finales del siglo XIV, y una necrópolis. La desaparición total del castillo se produce a finales del siglo XIX, cuando sus piedras se utilizan para la construcción del tren de vía estrecha Bilbao-La Robla.
Se transmitiría sucesivamente al Obispado de Palencia (1035), a la Casa de la Vega (1349), y como heredad de los Meneses (1352), hasta que en (1354), Pedro I concede el Mayorazgo de Guardo a Juan Rodríguez de Cisneros. Nace el Señorío de Guardo, al que deben vasallaje varios pueblos cercanos. En 1475, los Reyes Católicos conceden a Diego Hurtado de Mendoza, Señor de Guardo, el título de duque del Infantado.
El pueblo continuó tributando a sus descendientes desde el siglo XV hasta el siglo XIX, cuando los señoríos quedan abolidos por las Cortes de Cádiz el 6 de agosto de 1811, aunque su supresión definitiva no llega hasta 1837 con la Abolición del Régimen Señorial de 26 de agosto. Desde 1636 hasta 1801, Guardo perteneció a la provincia de Toro, para pasar definitivamente a ser parte de la provincia de Palencia.
A lo largo de todos estos años, el pueblo subsiste de la ganadería y de la agricultura, pastos, cereales y lino, si bien existe también una tradición alfarera cuyo origen se desconoce, pero que ha llegado hasta nuestros días.

### SigloXIX
Así se describe a Guardo en la página 55 del tomo IX del Diccionario geográfico-estadístico-histórico de España y sus posesiones de Ultramar, obra impulsada por Pascual Madoz a mediados del siglo XIX:

GUARDO

Villa con ayuntamiento en la provincia y diócesis de Palencia (17 leguas), partido judicial de Saldaña (6), audiencia territorial y capitanía general de Valladolid (25).
Situada al E del río Carrión, en un valle dominado de dos alturas, por N y S, y en su centro hay una colina de bastante elevación, sobre la cual se ve una fortaleza antigua arruinada y algunos edificios. Su clima es frío, los vientos reinantes N y E, y las enfermedades más frecuentes fiebres catarrales y pulmonías.
Tiene 160 casas, todas de mala construcción, excepto 10 que son regulares, y 5 de estas con fachada de sillería y de orden dórico. Hay casa de ayuntamiento que sirve también de cárcel y escuelas de primeras letras, concurrida por 41 niños y 19 niñas, dotada con 1100 reales en metálico, 400 por retribución y otros 400 para gastos.
Las calles son sucias y nada cómodas; la plaza longitudinal de E a O, y de bastante extensión. Una iglesia parroquial, situada en la colina mencionada, su advocación San Juan Bautista, servida por un cura propio, 2 beneficiados y un sacristán. Una ermita, el Santo Cristo del Amparo, a 1/4 de legua al O de la población, varias arruinadas y dos oratorios públicos.
Para surtido del vecindario hay 3 fuentes dentro de la población y varias fuera.
Confina el término por N con el de Velilla; por E con Muñeca; S Mantinos, y O Valderrueda.
El terreno disfruta de monte y llano, labrantío en su mayor parte y clasificado en primera, segunda y tercera calidad, perteneciendo casi todo a las 2 últimas. Hay 2 montes al N y O con buenos pastos y maderas de las que se surten para aperos de labranza, construcción de edificios y combustible.
El río Carrión cruza el término de N a S y tiene un magnífico puente de piedra de sillería con 5 arcos, construido por reparto entre los pueblos del radio de 20 leguas, y cuyo coste fue de 581 777 reales y 17 maravedíes.
Caminos: los que dirigen de Cervera a León y el de Saldaña a Valdeburón y Asturias; su estado regular. La correspondencia se recibe de Carrión por valijero los miércoles y sale los lunes.
Producciones: trigo, cebada, avena, centeno, legumbres, lino y algunas frutas, no siendo suficiente para el consumo del pueblo su cosecha; se cría bastante ganado vacuno, algún lanar, cabrío, caballar y de cerda; caza de jabalíes, corzos, liebres, perdices, torcaces y codornices, y pesca de truchas y anguilas.
Industria: la agrícola, 50 familias están ocupadas en la fabricación de vidriado, surtiendo de él a los pueblos de 12 leguas en contorno; hay además 7 molinos harineros.
El comercio es de poca consideración, consiste en la venta de productos del mismo país, y compra de géneros de lana, hilo y algodón.
Población: 120 vecinos, 624 almas.

Capital productivo: 227 000 reales. Imponible: 6.973. El presupuesto municipal asciende a 2300 reales, y se cubre con las fincas de propios y reparto vecinal.

### Desarrollo industrial y época actual

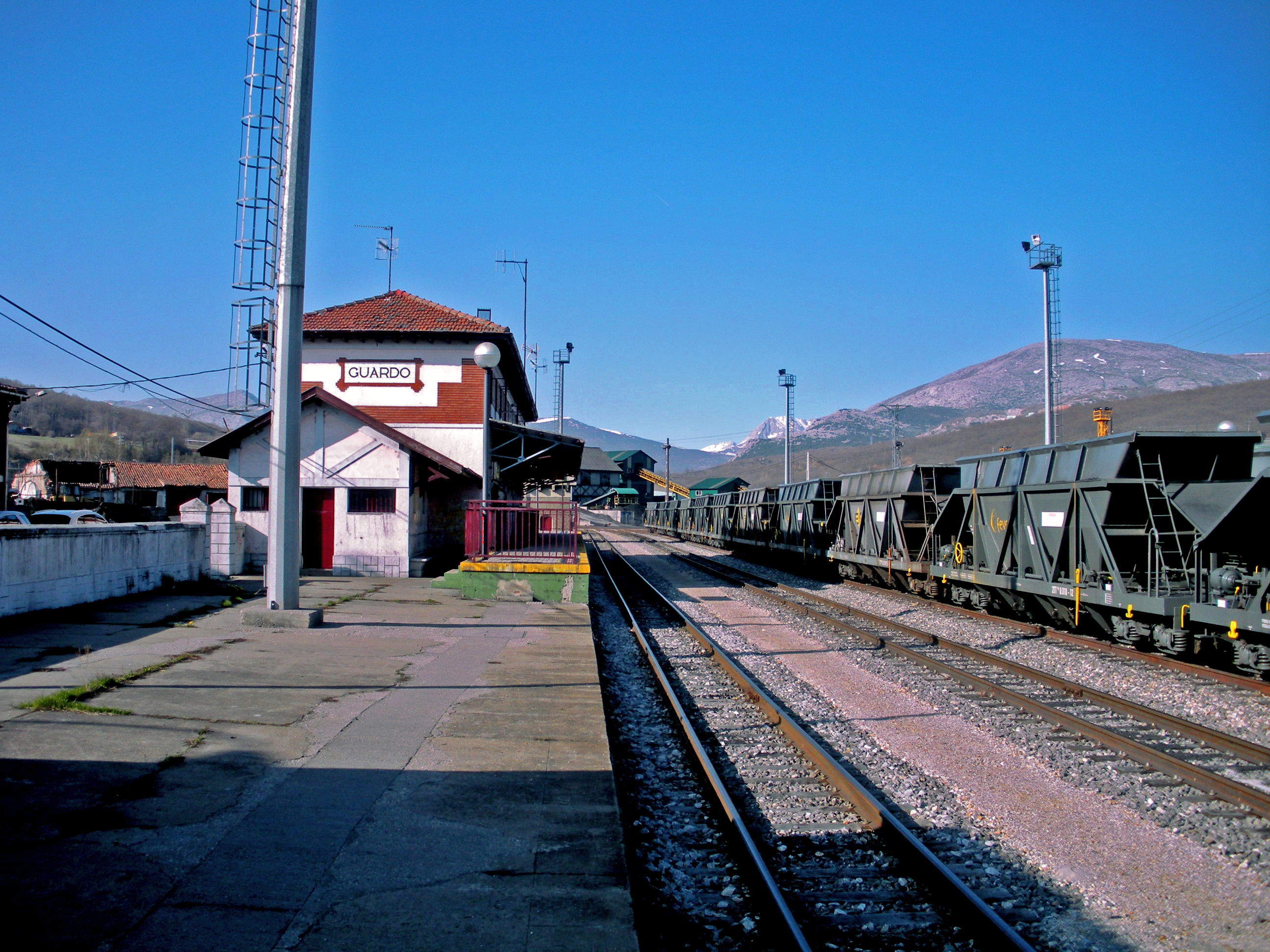
Estación de FEVE de Guardo

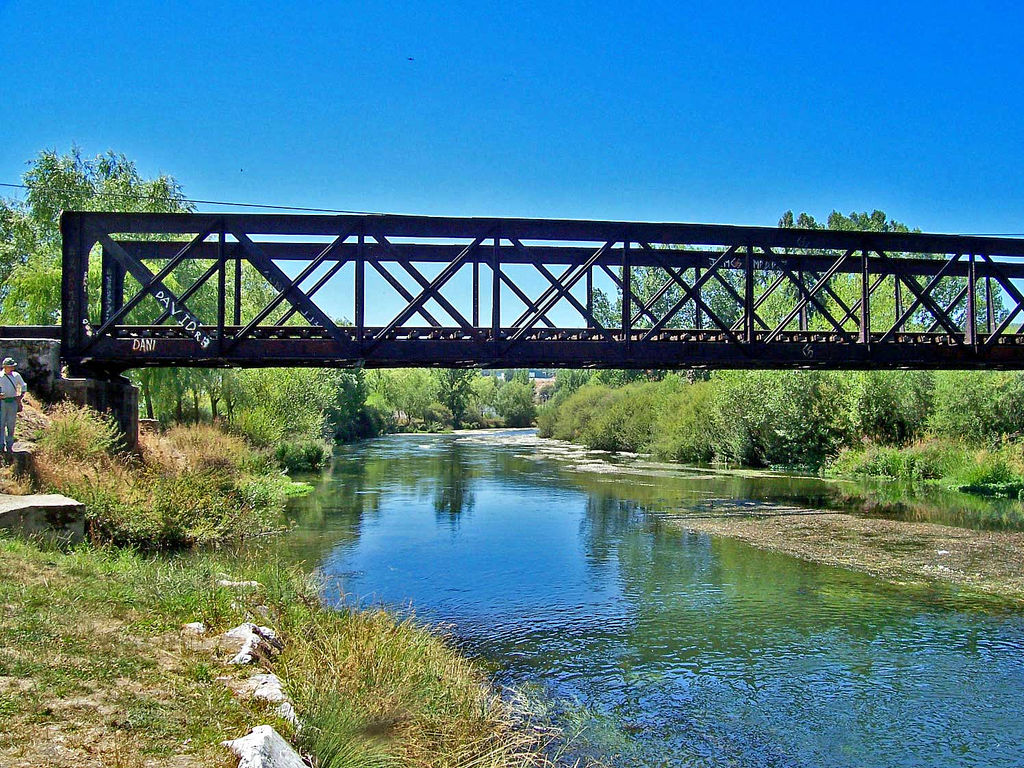
Puente de Hierro sobre el Carrión

El desarrollo industrial de Guardo fue paralelo al descubrimiento del carbón en la comarca a finales del siglo XIX y la construcción del ferrocarril de vía estrecha La Robla-Bilbao, llamado "El hullero", que ponía dicho carbón en puertos de mar como Santander y Bilbao y, sobre todo, en los Altos Hornos de Vizcaya. Con el inicio de la minería a principios del siglo XX y el aluvión de gentes de otras tierras que buscan trabajo en la extracción del carbón, se modifica la fisonomía del pueblo y el casco urbano antiguo va siendo engullido por las nuevas construcciones.
Durante la Revolución de octubre de 1934, se convierte en uno de los principales focos de conflicto de la montaña palentina, junto con Barruelo de Santullán. Los sublevados asaltaron el cuartel de la Guardia Civil matando a un agente y prendiendo fuego a la instalación. El conflicto acabó con la entrada de los militares y la huida a los montes de los revolucionarios, que acabaron entregándose. Tras este hecho, y durante la guerra civil española, el Alzamiento no encontró oposición, reduciéndose ésta a la actividad del maquis una vez concluida la guerra.
Coincidiendo con el período de autarquía de los años 1940, se construye la fábrica de Explosivos Río Tinto para aprovechar los excedentes de agua, carbón y caliza. Una vez que los productos del petróleo salen más baratos, esta actividad se va abandonando paulatinamente. A mediados de los años 1950 se inicia la producción de energía eléctrica y se instala la industria química, que proporciona un gran impulso económico a la localidad.
En los años 1980, con la entrada de España en la Unión Europea y el desmantelamiento del sector del carbón, toda la comarca entra en una profunda crisis económica que, agravada por la escasez de servicios (juzgados, hospital comarcal) e infraestructuras, trae como secuela una alarmante pérdida de población.
En la actualidad Guardo es la tercera población de la provincia de Palencia. A pesar de la crisis de la minería y de la industria química, se han reformado ciertas infraestructuras básicas, y el núcleo urbano actual ha pasado del desorden constructivo propio del desarrollismo de los años de expansión a un concepto más ordenado, con más amplias avenidas, y zonas verdes y peatonales.
El 6 de noviembre de 2018, 11 años después de la demolición del antiguo Ayuntamiento e inicio del proyecto, se inauguró de forma oficial el nuevo edificio consistorial que, además, alberga un auditorio con capacidad para 400 personas.

## Geografía humana

### Demografía
Cuenta con una población de 5548 habitantes (INE 2024).
| Gráfica de evolución demográfica de Guardo entre 1842 y 2021 |
| |
| Población de derecho según los censos de población del INE Población de hecho según los censos de población del INEEntre el censo de 1857 y el anterior, crece el término del municipio porque incorpora a 345046 (Intorcisa) y 345113 (San Pedro de Cansoles) |

### Economía

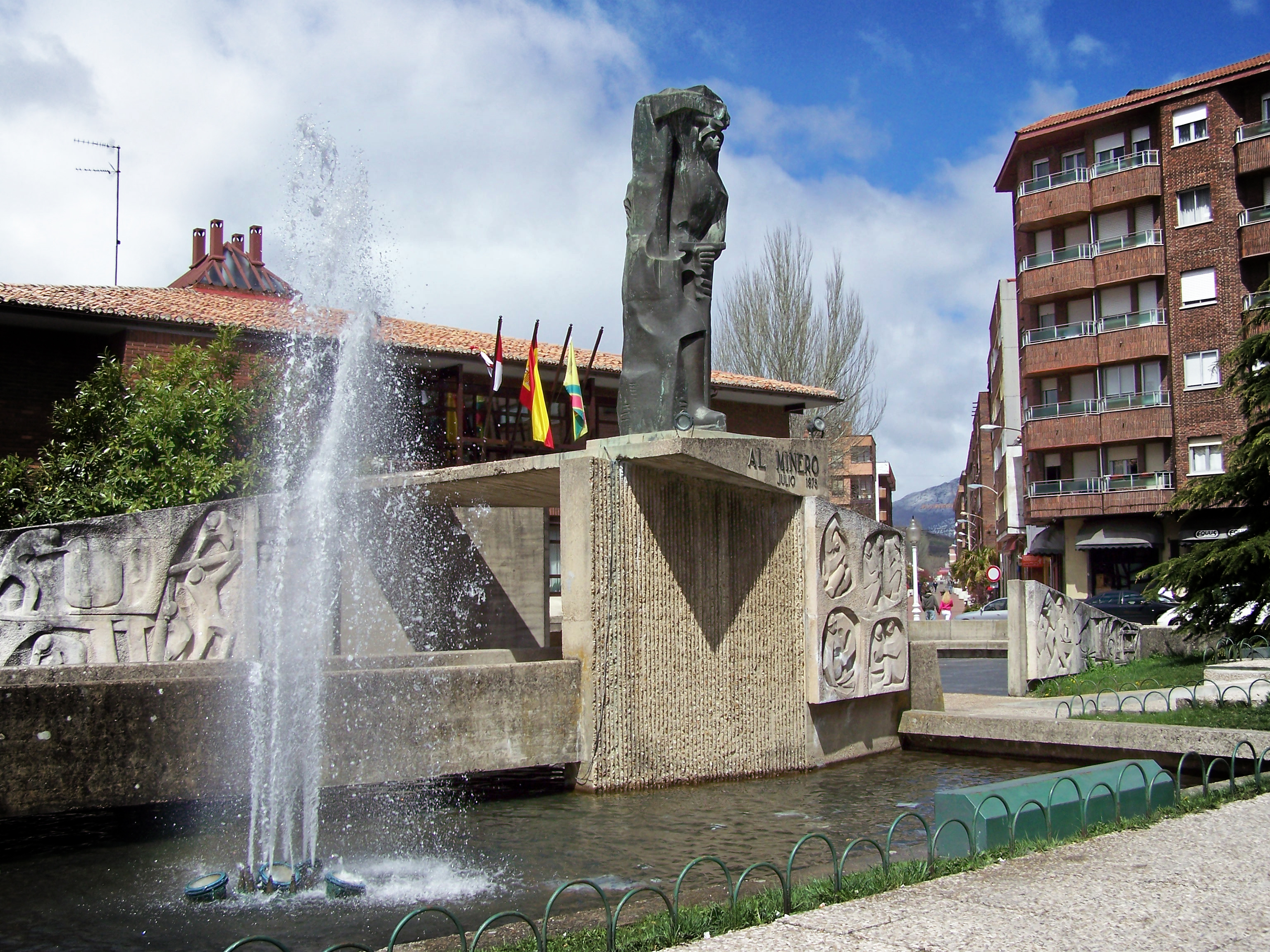
Monumento al Minero de Guardo. Se trata de una figura de bronce de 4 m de alto erigida sobre un pedestal de hormigón en el que se representan escenas mineras. El conjunto, que está completado por un estanque, fue inaugurado en julio de 1975, y la escultura es obra de Jacinto Higueras Cátedra. Constituye un homenaje a la figura del minero y es considerado el monumento más emblemático de la villa.

Su actividad económica principal era la minería de carbón de antracita que tuvo que esperar varias décadas después de las grandes explotaciones realizadas en Asturias y León ya que el mineral se encontraba más enterrado en la tierra que en estas otras explotaciones y hubo que esperar a que la tecnología avanzase lo suficiente para acceder al carbón. Desde 1999 fue la empresa UMINSA (Unión Minera del Norte) del grupo Victorino Alonso, también dueño de la Minero Siderúrgica de Ponferrada en la provincia de León, quien hasta el cierre total de la minería mantuvo abierta las explotaciones mineras.
Desde 1942, y durante más de cuarenta años, se localizó en esta población un importante centro industrial químico propiedad de Unión Explosivos Río Tinto. En un principio, la fábrica era inmensa y contaba con numerosos edificios, con el tiempo se fueron demoliendo y reduciendo el número de ellos hasta unos pocos de la actualidad. Esta fábrica cierra definitivamente el 31 de mayo de 2008, siendo su último propietario la multinacional norteamericana Celanese, que cerró las últimas instalaciones. Así como la central térmica de la localidad vecina de Velilla del Río Carrión.
En el municipio de Guardo se mantienen empresas comerciales y de hostelería, de sectores diversos, entre ellas varias fábricas de muebles de cocina, una empresa de reutilización de neumáticos, o una explotación de porcino.

## Cultura

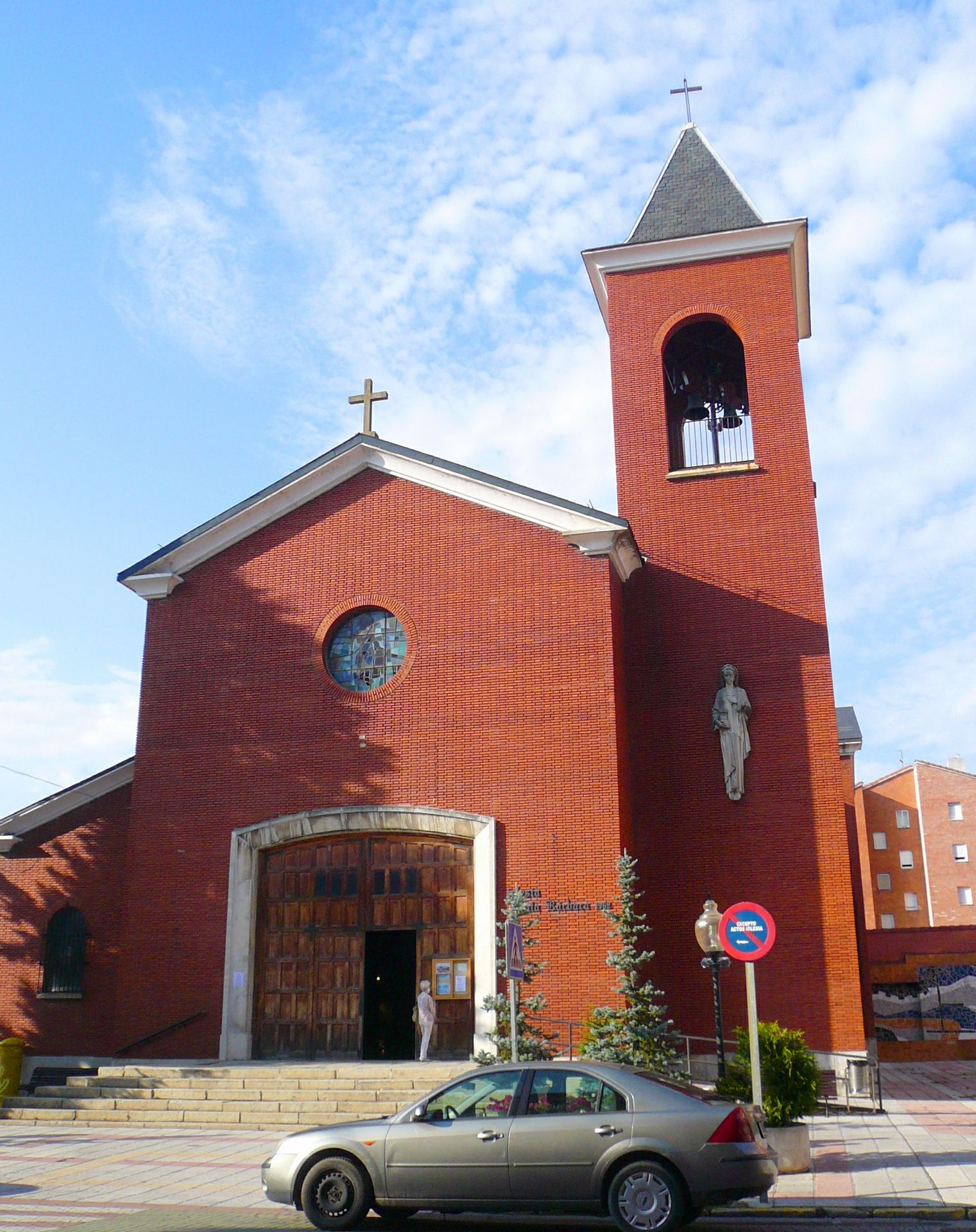
Iglesia parroquial de Santa Bárbara, construida en 1961

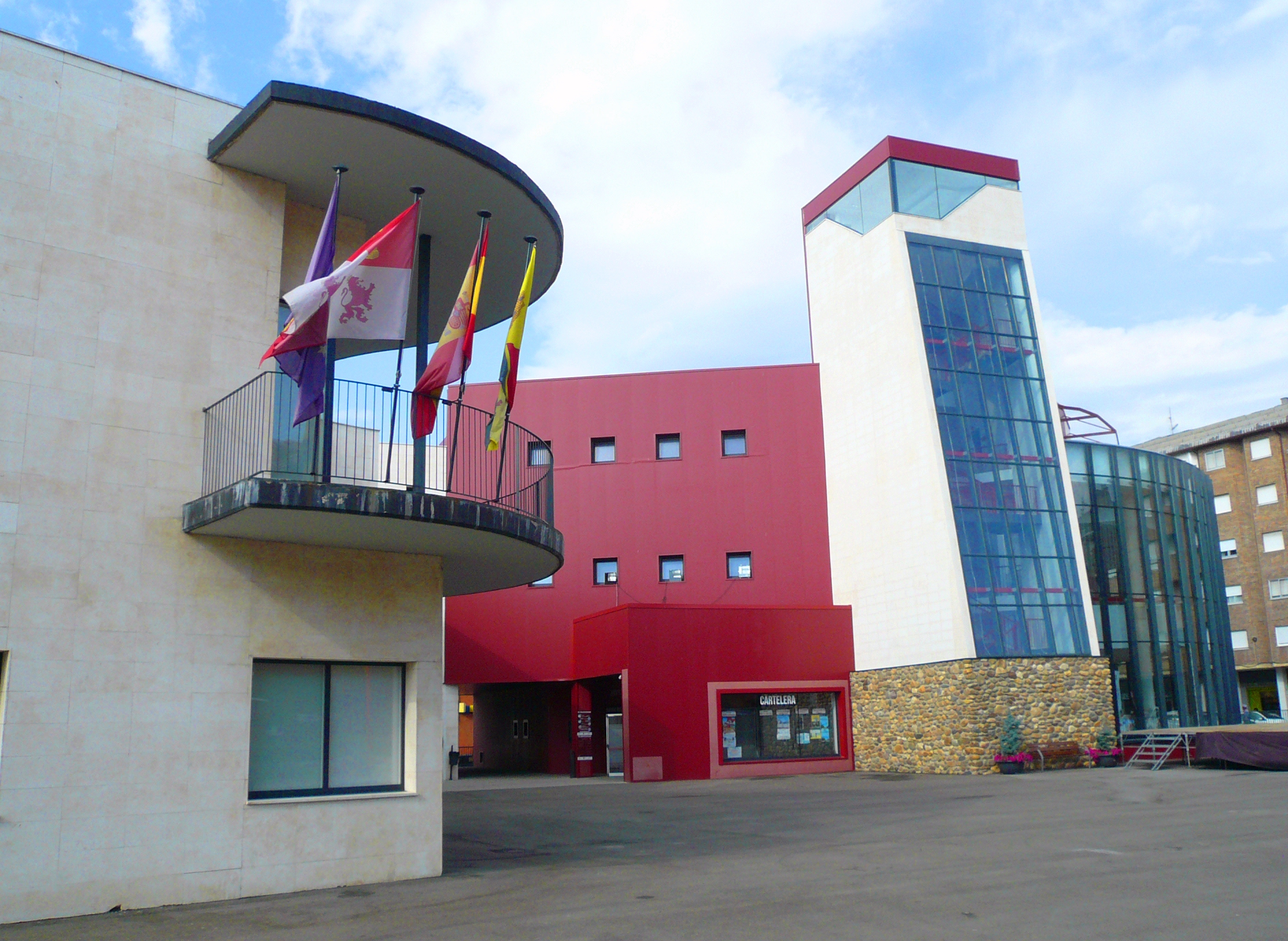
La nueva casa consistorial y el Cine-Auditorio, inaugurados en 2018

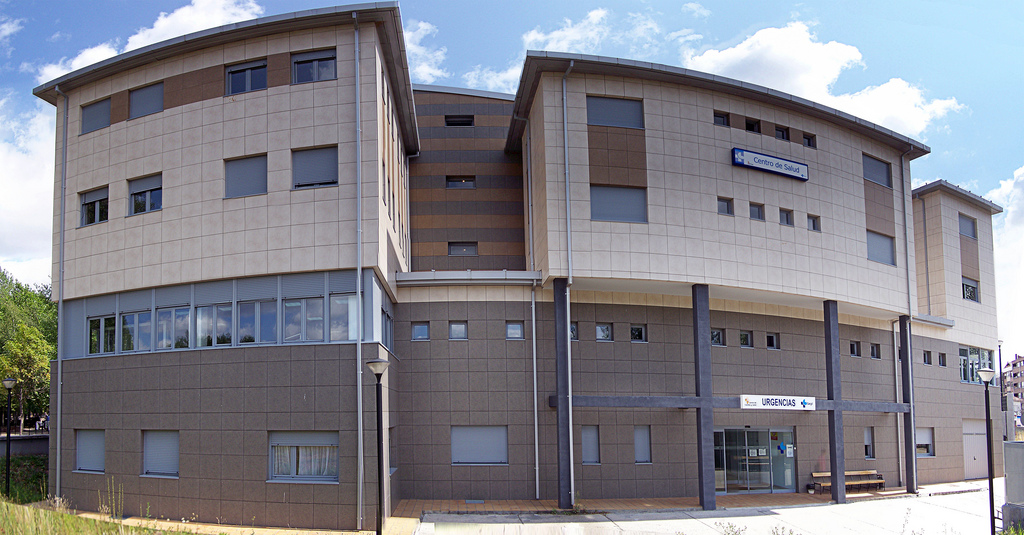
Centro de salud, gestionado por Sacyl

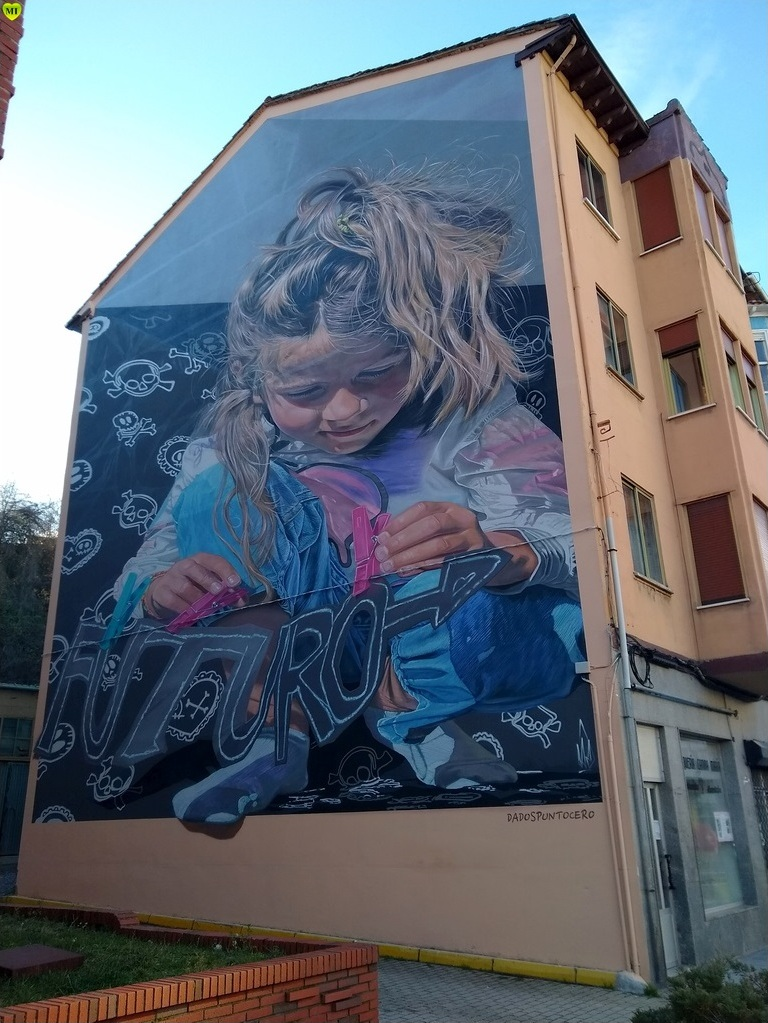
Este mural de Guardo, obra de David Esteban, fue calificado como mejor mural del mundo (2022) por la plataforma Street Art Cities

### Patrimonio
Iglesia de San Juan Bautista
Ubicada en el alto de la localidad en una zona conocida como el Otero. Es del gótico florido (siglo XIV) y en su interior alberga importantes obras de arte sobre todo del Barroco Español.
Pila bautismal románica
De autor desconocido, es una de las pilas bautismales por su mensaje más enigmáticas del Románico Palentino. Data según algunos historiadores del siglo XIII.
Palacio del Arzobispo Bullón
En la actualidad se conserva la espléndida fachada barroca del antiguo palacio del siglo XVIII, declarada BIC y restaurada en 2022.

### Mercado semanal y ferias anuales
Todos los viernes del año Guardo cuenta con el mayor mercado callejero de la provincia de Palencia.
Guardo realiza a lo largo del año diversas ferias tradicionales de carácter nacional, entre estas se encuentra la Feria del Camino Olvidado a Santiago, en el tercer fin de semana del mes de agosto, junto con el Día del Libro, un encuentro anual de autores comarcales, que se ha labrado un importante prestigio.

### Fiestas
- Las fiestas patronales se celebran la semana del 13 de junio, festividad de San Antonio de Padua.
- El 16 de julio se celebra la romería de El Carmen.
- El primer domingo de septiembre se celebra el Santo Cristo del Amparo, en la ermita de su nombre en las afueras de la localidad.
- El 4 de diciembre se sigue celebrando Santa Bárbara patrona de los mineros.
- El 10 de julio se celebra el día de San Cristóbal, fiesta de los camioneros.
- El 29 de julio se celebra Santa Marta, fiesta de los camareros.
- El día 24 de junio la fiesta de San Juan.
- También se celebra la concentración motera "Lechazos" el último fin de semana de junio.
- En el mes de octubre se celebra el concurso de Castilla y León de Ollas Ferroviarias de Guardo, en el que concentran más de 100 cocineros procedentes de toda la geografía nacional.
- Asimismo, vienen celebrándose, desde hace poco tiempo pero con muy buena acogida, otras concentraciones: de coches antiguos, de coches tunning, los "Pispajos urbanos" relacionados con las modernas culturas urbanas.
- De importancia es la celebración de la Semana Santa Guardense, con la participación de las cofradías que mantienen viva esta tradicional devoción. Durante dichos días la Asociación Cultural Barrio Barruelo lleva a cabo desde hace más de 30 años la representación de la Pasión de Cristo en la que participan más de 100 actores, en la plaza del barrio Barruelo de la localidad.

## Guardenses ilustres

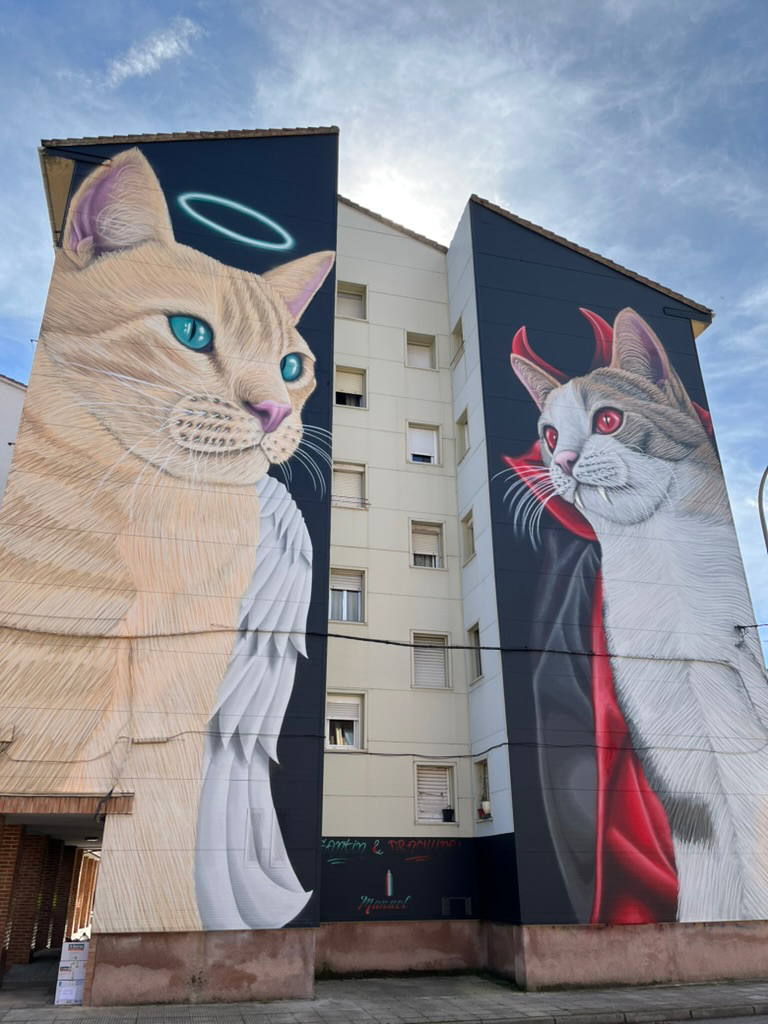
Mural 'Santín y Draculina' de 23 metros en doble fachada de cinco alturas en la calle Río Ebro de Guardo. Obra del artista leonés Manuel García.